# Plexaura kuna
Plexaura kuna är en korallart som beskrevs av Lasker, Kim och Coffroth 1996. Plexaura kuna ingår i släktet Plexaura och familjen Plexauridae. Inga underarter finns listade i Catalogue of Life.